# Borussia Mönchengladbach (féminines)
Maillots
Actualités
Le Borussia Mönchengladbach (féminines) constitue la section féminine de l'équipe de football du Borussia Mönchengladbach, un club situé à Mönchengladbach (land de Basse-Rhénanie) en Allemagne. Fondée en 1995, l'équipe première joue dans le championnat d'Allemagne féminin. 

## Histoire
- 1995 : Création de la section féminine.

L'équipe féminine démarre au plus bas niveau du football féminin allemand, et après plusieurs promotions successives, arrive en 2009 en troisième division, où elle termine vice-championne dès la première saison. La saison suivante, Mönchengladbach termine à la première place, et monte en 2. Bundesliga, mais n'y séjourne qu'une saison.
Lors de la saison 2014-2015, le club est de nouveau promu en 2. Bundesliga, puis se voit directement promu en 1. Bundesliga en fin de saison, se classant deuxième derrière l'équipe réserve de Hoffenheim, qui ne peut être promue.
La saison suivante, le club termine à la dernière place, et retourne en deuxième division, avant de retrouver l'élite pour la saison 2018-2019.

## Palmarès
- Montée en 1. Bundesliga : 2016 et 2018
- Champion de Regionalliga Ouest : 2011 et 2015

## Stade
Les équipes féminines jouent au stade Am Haus Lütz (1 900 spectateurs), dans le quartier de Bettrath. Lors des matchs de 1. Bundesliga, l'équipe première joue au Grenzlandstadion, également utilisé par l'équipe U23 du Borussia.

## Effectif actuel 2018/19
| N° | Nat.                   | Poste | Nom du joueur         |
| -- | ---------------------- | ----- | --------------------- |
| 1  | Drapeau de l'Allemagne | G     | Lisa Venrath          |
| 2  | Drapeau de l'Allemagne | D     | Julia Koj             |
| 3  | Drapeau de l'Allemagne | M     | Pia Beyer             |
| 4  | Drapeau de l'Allemagne | M     | Pauline Dallmann      |
| 5  | Drapeau de l'Allemagne | D     | Sandra Starmanns      |
| 6  | Drapeau de l'Allemagne | D     | Anne-Catherine Kufner |
| 7  | Drapeau de l'Allemagne | D     | Madita Giehl          |
| 8  | Drapeau de l'Allemagne | M     | Jana Schwanekamp      |
| 9  | Drapeau de l'Allemagne | A     | Valentina Oppedisano  |
| 10 | Drapeau de l'Allemagne | D     | Vanessa Fürst         |
| 11 | Drapeau de l'Allemagne | A     | Kelly Simons          |
| 12 | Drapeau de la Jordanie | M     | Sarah Abu Sabbah      |
| 13 | Drapeau de l'Allemagne | A     | Kyra Densing          |
| 14 | Drapeau des Pays-Bas   | M     | Kelsey Geraedts       |

| No. | Nat.                   | Position | Nom du joueur        |
| --- | ---------------------- | -------- | -------------------- |
| 15  | Drapeau de l'Allemagne | D        | Kerstin Bogenschütz  |
| 17  | Drapeau de l'Allemagne | M        | Vanessa Wahlen       |
| 20  | Drapeau de l'Allemagne | M        | Paula Petri          |
| 21  | Drapeau de l'Allemagne | G        | Michelle Wassenhoven |
| 24  | Drapeau de l'Allemagne | D        | Carolin Corres       |
| 23  | Drapeau de l'Autriche  | A        | Magdalena Jakober    |
| 25  | Drapeau des Pays-Bas   | M        | Amber van Heeswijk   |
| 30  | Drapeau de l'Allemagne | G        | Annalena Janssen     |
| 34  | Drapeau de l'Allemagne | D        | Amelie Bohnen        |
| 46  | Drapeau de l'Allemagne | D        | Alina Busshuven      |
|     | Drapeau du Japon       | M        | Keiko Kodama         |
|     | Drapeau de l'Allemagne | D        | Isabel Schenk        |
|     | Drapeau de l'Allemagne | M        | Emily Evels          |
|     | Drapeau de l'Allemagne | A        | Michelle Sinz        |